# Carrapateira
Carrapateira es una aldea ubicada en la costa oeste del Algarve, en el sur de Portugal. Administrativamente, forma parte de la freguesía de Bordeira, en el municipio de Aljezur; habiendo sido sede parroquial hasta el siglo xix. En Carrapateira están censados 98 habitantes (2023).
Entre sus puntos de interés se encuentran el Forte da Carrapateira, la Igreja Matriz da Carrapateira o el Museu do Mar e da Terra. Carrapateira es una de las localidades de la Costa Vicentina, un área conocidamente surfista. Desde Carrapateira se accede a las playas de Bordeira al norte y Amado al sur. 

## Historia
En el siglo xvii, las incursiones de los piratas berberiscos en este tramo litoral llevaron a los vecinos a reclamar estatal. Un pequeño fuerte fue erigido en una colina de vigilancia en 1673 por Nuno da Cunha de Ataíde, conde de Pontével, gobernador y capitán general del Algarve. Los muros del fuerte fueron construidos para encerrar la iglesia parroquial preexistente de Nossa Senhora da Conceição, una estructura de diseño popular del Algarve con algunos trazos manuelinos que datan del siglo xvi. En 1742, durante el reinado de Juan V, el fuerte fue reconstruido por orden de Jerónimo de Ataíde, Conde de Atouguia, gobernador del Algarve. Era una fortaleza cuadrada con un baluarte en cada esquina, típicamente defendida por seis cañones costeros o morteros. A raíz del terremoto de Lisboa de 1755, la iglesia sufrió algunos daños, lo que fue el comienzo del lento deterioro de la estructura. A pesar de las reparaciones ocasionales, en 1792 se informó que el fuerte estaba en ruinas y los cañones inservibles. Fue dado de baja en 1822.
Hasta 1855, Carrapateira fue una aldea unida en una sola freguesía con la cercana Raposeira, dependiente del municipio de Vila do Bispo, y luego de Lagos. En septiembre de 1861, la freguesía de Carrapateira se unió a la de Bordeira, ambas disgregadas de Lagos y reasignadas al municipio de Aljezur.